# Consuelo Veloso
Consuelo de los Ángeles Veloso Ávila (Cauquenes, 11 de febrero de 1994) es una estudiante de derecho, activista ambiental y política chilena. Desde marzo de 2022 ejerce como diputada por el distrito n.º18 de la Región del Maule.

## Biografía
Hija de José Gastón Veloso Bustos y de Helia Elizabeth Ávila Vásquez.
Cursó sus estudios de enseñanza básica y media en el Liceo Inmaculada Concepción de la ciudad de Cauquenes, de donde egresó el año 2011. En el año 2014, ingresa a la carrera de Derecho en la Universidad del Desarrollo sede Concepción, carrera que no concluyó.

## Actividad política
Comenzó su carrera política como dirigenta estudiantil. A los 18 años ingresó a la Unión Demócrata Independiente (UDI), un partido de derecha en donde llegó a ocupar el cargo de vicepresidenta de la juventud en Concepción. Renunció a la UDI en 2014 y al año siguiente giró a la izquierda para finalmente militar en Revolución Democrática (RD). Entre el 2017 y el 2018, fue presidenta del Centro de Alumnos de la carrera de Derecho en la Universidad del Desarrollo. En 2017 participó en la campaña "Muévete x Cauquenes", en apoyo de las personas damnificadas por los incendios forestales.
Como militante de RD trabajó como coordinadora del "Apruebo" para el plebiscito nacional de 2020 y respaldó a Gabriel Boric en las primarias presidenciales de Apruebo Dignidad. Candidata a constituyente por la lista de Apruebo Dignidad en el distrito N.º 18, donde no resultó electa.
Para las elecciones parlamentarias de 2021 postuló como candidata a diputada por el distrito N.º 18, que abarca las comunas de Cauquenes, Chanco, Colbún, Linares, Longaví, Parral, Pelluhue, Retiro, San Javier, Villa Alegre y Yerbas Buenas. Fue elegida con 8909 votos correspondientes a un 7,57 % del total de sufragios válidamente emitidos. Asumió el 11 de marzo de 2022.
Al momento de realizar su primera votación como diputada en la sala realizó el saludo de la Legión de Reconocimiento del anime Shingeki no Kyojin, en un gesto que llamó la atención de los medios.
En marzo de 2022 fue electa como presidenta de la Comisión Permanente de Agricultura, Silvicultura y Desarrollo Rural de la Cámara de Diputadas y Diputados, se mantuvo en el cargo hasta el 25 de octubre del mismo año, tras aprobarse una moción de censura en su contra proveniente de los diputados de Chile Vamos y el Partido Republicano.
El 25 de septiembre de 2023, hace efectiva su renuncia a Revolución Democrática.

## Choque en Viña del Mar
El 25 de marzo de 2025 la diputada fue supuestamente detenida por Carabineros por el delito de conducción en estado de ebriedad en la región de Valparaíso. Si bien este caso sigue en investigación, la Fiscalía confirmó que la diputada fue víctima de un robo y dio marcha en su auto para perseguir a los delincuentes, momento en que colisionó con una berma. Sobre el asunto, Jaime Sáez, jefe de bancada del Frente Amplio (FA), señaló que en este caso “no corresponde una sanción disciplinaria del partido porque ella no tiene una afiliación con el mismo. No es parte de la bancada, es parte del comité”.

## Historial electoral

### Elecciones de convencionales constituyentes de 2021
- Elecciones de convencionales constituyentes de 2021, para convencional constituyente por el distrito N.º 18 (Cauquenes, Chanco, Colbún, Linares, Longaví, Parral, Pelluhue, Retiro, San Javier, Villa Alegre y Yerbas Buenas).

| Candidato                  | Pacto                         | Partido | Votos  | %     | Resultado    |
| -------------------------- | ----------------------------- | ------- | ------ | ----- | ------------ |
| Patricia Labra Besserer    | Vamos por Chile               | RN      | 11 890 | 10,68 | Convencional |
| Francisca Arauna Urrutia   | La Lista del Pueblo Maule Sur | ILZD    | 11 777 | 10,58 | Convencional |
| Consuelo Veloso Ávila      | Apruebo Dignidad              | RD      | 8506   | 7,64  |              |
| Priscila González Carrillo | La Lista del Pueblo Maule Sur | ILZD    | 7802   | 7,01  |              |
| Fernando Salinas Manfredin | La Lista del Pueblo Maule Sur | ILZD    | 7415   | 6,66  | Convencional |
| María Hormázabal Carvajal  | Vamos por Chile               | UDI     | 6950   | 6,24  |              |
| Ricardo Montero Allende    | Lista del Apruebo             | PS      | 6139   | 5,51  | Convencional |
| Leory Ibáñez Huenur        | Vamos por Chile               | RN      | 6051   | 5,44  |              |

### Elecciones parlamentarias de 2021
- Elecciones parlamentarias de 2021, candidato a diputado por el distrito N.º 18 (Cauquenes, Chanco, Colbún, Linares, Longaví, Parral, Pelluhue, Retiro, San Javier, Villa Alegre y Yerbas Buenas).[10]

| Candidato                  | Pacto                          | Partido | Votos  | %     | Resultado |
| -------------------------- | ------------------------------ | ------- | ------ | ----- | --------- |
| Jaime Naranjo Ortiz        | Nuevo Pacto Social             | PS      | 15 023 | 12,74 | Diputado  |
| Paula Labra Besserer       | Chile Podemos Más              | ILAA    | 13 044 | 11,06 | Diputada  |
| John Sancho Bichet         | Chile Podemos Más              | RN      | 10 026 | 8,50  |           |
| Consuelo Veloso Ávila      | Apruebo Dignidad               | RD      | 8903   | 7,55  | Diputada  |
| Jonathan Norambuena Barros | Nuevo Pacto Social             | ILAH    | 8922   | 7,57  |           |
| Gustavo Benavente Vergara  | Chile Podemos Más              | UDI     | 8114   | 6,88  | Diputado  |
| Rolando Rentería Möller    | Chile Podemos Más              | UDI     | 7957   | 6,75  |           |
| Jorge Rojas Carvajal       | Partido de la Gente            | PDG     | 5419   | 4,60  |           |
| Paula Nuche Garrido        | Independiente (Fuera de Pacto) | Ind.    | 4855   | 4.12  |           |
| Rosa Catrileo Araneda      | Frente Social Cristiano        | PRCh    | 4748   | 4,03  |           |
| Priscila González Carrillo | Apruebo Dignidad               | ILAR    | 4675   | 3,96  |           |
| Francisco Pinochet Rojas   | Apruebo Dignidad               | RD      | 3596   | 3,05  |           |
| Claudia Aravena Lagos      | Nuevo Pacto Social             | PDC     | 2565   | 2,18  |           |